# Hernán Oelckers
Hernán Federico Oelckers Valck (* 25. Dezember 1925 in Santiago de Chile; † 31. Dezember 2008 ebenda) war ein chilenischer Skirennläufer.

## Karriere
Oelckers war 1948 Teil der ersten chilenischen Mannschaft, die an Olympischen Winterspielen teilnahm. Als bestes Ergebnis erreichte er den 38. Platz in der Kombination. Zwei Jahre später nahm er an den Weltmeisterschaften in Aspen teil. Dies war zugleich sein letzter internationaler Auftritt als Skirennläufer.

## Erfolge

### Olympische Winterspiele
- St. Moritz 1948: 38. Kombination, 52. Slalom, 59. Abfahrt

### Weltmeisterschaften
- St. Moritz 1948: 38. Kombination, 52. Slalom, 59. Abfahrt
- Aspen 1950: 42. Abfahrt, 47. Slalom, 59. Riesenslalom